# Procés triple-alfa

Diagrama del procés triple-alfa.

El procés triple alfa és el procés pel qual tres nuclis d'heli (partícules alfa) es transformen en un nucli de carboni. Aquesta reacció nuclear de fusió només ocorre a velocitats apreciables a temperatures per sobre de 100.000.000 kèlvins i en nuclis estel·lars amb una gran abundància d'heli. Per tant, aquest procés només és possible en les estrelles més antigues, on l'heli produït per les cadenes protó-protó i el cicle CNO s'ha acumulat en el nucli. Quan tot l'hidrogen present s'ha consumit, el nucli es col·lapsa fins que s'arriben a les temperatures necessàries per a iniciar la fusió d'heli.
4He + 4He ↔ 8Be
8Be + 4He ↔ 12C + γ + 7,367 MeV
L'energia neta alliberada en el procés és de 7,275 MeV 
El 8Be produït durant la primera etapa és molt inestable i decau altra vegada en dos nuclis d'heli en 2.6·10-16 segons. De totes maneres, en les condicions en les quals es fusiona l'heli sempre hi ha petites quantitats de 8Be presents en equilibri; la captura d'una altra partícula alfa dona lloc al 12C. El procés global de conversió de tres partícules alfa en un nucli de 12C es denomina procés triple alfa.
Ja que aquest procés és improbable, a causa de l'escassa quantitat de 8Be present en un moment donat, es necessita moltíssim temps per a formar carboni. Com a conseqüència no es va produir carboni durant el big-bang, ja que la temperatura va descendir a nivells inferiors als requerits perquè es doni aquesta reacció.
Normalment, la probabilitat que es doni el procés triple alfa hauria de ser extremadament petita. Però el nivell energètic inferior del beril·li-8 té exactament la mateixa energia que dues partícules alfa, i en la segona etapa, el 8Be i el 4He tenen exactament la mateixa energia que l'estat excitat del 12C. Aquestes ressonàncies incrementen substancialment les possibilitats que una partícula alfa incident es combini amb un nucli de beril·li-8 per donar lloc a un nucli de carboni. L'existència d'aquesta ressonància va ser predita per Fred Hoyle abans que s'adonés realment de la seva necessitat perquè es formés carboni.
Una reacció secundària del procés és la fusió d'un nucli de carboni-12 amb altra partícula alfa per a donar ¹⁶O estable, amb alliberament d'energia en forma de fotó gamma: 
12C + 4He → ¹⁶O + γ
La següent etapa on l'oxigen format es combina amb altra partícula alfa per a donar lloc a neó és més dificultosa, a causa de les regles d'espín nuclear i, per tant, no poden formar-se elements més pesats per aquesta via.
Com a resultat d'aquestes reaccions, es formen grans quantitats de carboni i oxigen però només fraccions diminutes d'aquests es transformen en neó i altres nuclis més pesats, sent per tant aquests dos les principals cendres de la combustió de l'heli. Les ressonàncies nuclears que donen lloc a tals quantitats de carboni i oxigen se citen generalment com evidència del principi antròpic.
Les reaccions de nucleosíntesi per fusió nuclear només produeixen elements fins al 56Fe, el nucli atòmic més estable; els elements més pesats es produeixen per processos captura neutrònica. La captura lenta, el procés S, produeix aproximadament la meitat d'aquests elements. L'altra meitat es produeix en el procés R o captura ràpida, procés que probablement tingui lloc en el nucli de les supernoves de col·lapse (tipus II).

## Taxa de reacció i evolució estel·lar
El procés triple alfa depèn fortament de la temperatura i la densitat del material estel·lar. L'energia alliberada en aquesta reacció és aproximadament proporcional a T³⁰ i al quadrat de la densitat. En comparança, les cadenes protó-protó (PP) alliberen energia proporcionalment a la quarta potència de la temperatura i en proporció directa a la densitat.
Aquesta forta dependència de la temperatura té conseqüències en l'última etapa de l'evolució estel·lar, la de gegant vermella.
Per a masses estel·lars menors, l'heli acumulat en el nucli prevé el col·lapse estel·lar mitjançant la pressió de degeneració electrònica (vegeu Principi d'exclusió de Pauli). Per tant, el volum del nucli depèn només de la densitat i no de la pressió. Una conseqüència d'aquest fet és que una vegada que una estrella petita ha arribat a aquest estat, només pot anar augmentant la temperatura del nucli fins que s'arriba a l'instant d'ignició de l'heli. Ja que la velocitat d'aquest procés depèn fortament de la temperatura, i sense una expansió estel·lar que la disminueixi, aquesta velocitat augmenta exponencialment, consumint-se del 60 al 80% de l'heli present en pocs minuts. En aquest moment s'alliberen quantitats immenses d'energia quan l'alta temperatura provoca l'expansió sobtada de l'estrella, donant lloc a l'anomenat "flash d'heli". Aquest procés només es dona en estrelles de massa menor a 1,4 MSol, el límit de Chandrasekhar.
En estrelles més massives, la combustió de l'heli es dona en una capa que envolta a un nucli degenerat de carboni. Ja que la capa on es fusiona l'heli no està degenerada, l'energia alliberada augmenta la temperatura i obliga a l'estrella a expandir-se. L'expansió provoca una baixada de temperatures que apaga la combustió de l'heli, col·lapsant-se l'estrella de nou, augmentant la temperatura i començant el cicle altra vegada. Aquests cicles provoquen que l'estrella es transformi en una variable amb grans oscil·lacions de lluentor, i de passada es perden grans quantitats de massa de les parts externes en cada cicle, a causa de la poca intensitat gravitatòria en les zones més externes.

## Descobriment
El procés triple alfa depèn fortament de la ressonància energètica entre el nucli de carboni-12 i els nuclis de beril·li-8 i heli-4. En 1952 es desconeixien dits valors, i l'astrofísic Fred Hoyle va usar el fet que existeixi tal quantitat de carboni-12 com evidència de l'existència d'aquesta ressonància. Hoyle li va mostrar la seva idea al físic nuclear Willy Fowler, el qual va admetre que aquest nivell energètic no s'hagués tingut en compte en els treballs anteriors sobre el carboni. Després d'unes revisions, van descobrir una ressonància prop 7.65 MeV.i.